# Harald Conradsen
Pour les articles homonymes, voir Conradsen.
Harald Conradsen, né le 17 novembre 1817 à Copenhague et mort le 10 mars 1905 est un médailleur et sculpteur danois. Il est le fils d'un autre célèbre médailleur danois, Johannes Conradsen. 
Il est employé par la Monnaie Royale danoise en 1841. 
Il épouse Regina Louise Ørgaard le 17 novembre 1850 et devient membre honoraire de l'Académie impériale des beaux-arts de Saint-Pétersbourg en 1873. Il est fait chevalier de l'Ordre de Dannebrog en 1860.
Il est enterré au cimetière Assistens. 